# Microblepsis

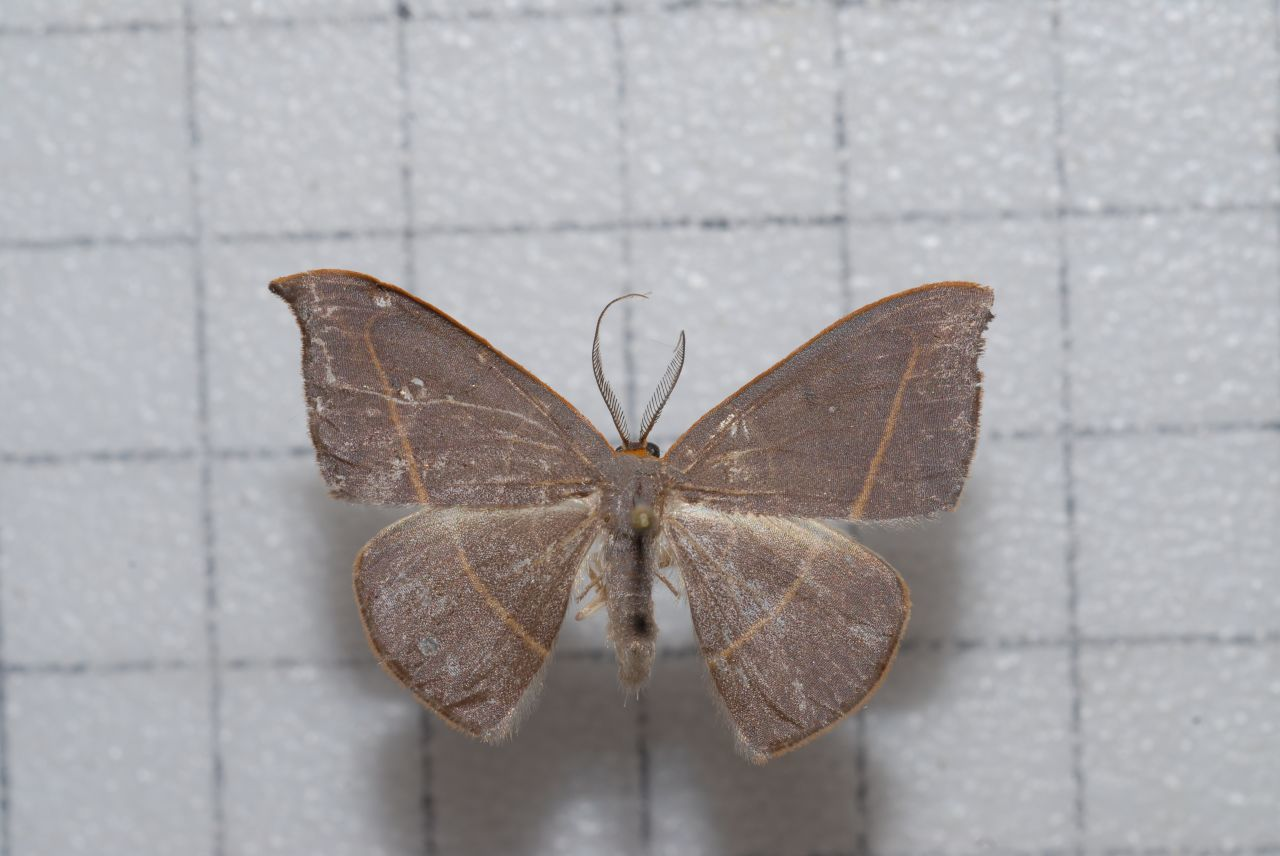
Microblepsis violacea

Microblepsis is een geslacht van vlinders van de familie eenstaartjes (Drepanidae), uit de onderfamilie Drepaninae.

## Soorten
- M. acuminata (Leech, 1890)
- M. cupreogrisea Hampson, 1895
- M. dilinea (Chu & Wang, 1987)
- M. flavilinea (Leech, 1890)
- M. furca (Chu & Wang, 1987)
- M. leucosticta (Hampson, 1895)
- M. manleyi Leech, 1898
- M. ogasawarae (Matsumura, 1927)
- M. prunicolor (Moore, 1879)
- M. rectilinea (Watson, 1968)
- M. robusta (Oberthür, 1916)
- M. rugosa (Watson, 1968)
- M. safra (Chu & Wang, 1987)
- M. violacea (Butler, 1889)